# Am Großen Bruch
Am Grossen Bruch est une commune allemande de l'arrondissement de la Börde, Land de Saxe-Anhalt.

## Géographie
La commune se situe dans la plaine de la Großes Bruch.
La commune comprend Gunsleben, Hamersleben, Neuwegersleben et Wulferstedt.
|             | Ausleben        |              |
| Hötensleben | Am Großen Bruch | Oschersleben |
| Huy         |                 | Schwanebeck  |

Neuwegersleben se trouve au croisement de la Bundesstraße 245 et de la Bundesstraße 246.

## Histoire
La commune d'Am Großen Bruch est née en juillet 2004 de la fusion de Gunsleben, Hamersleben et Neuwegersleben. Wulferstedt vient en janvier 2010.

## Source, notes et références
- (de) Cet article est partiellement ou en totalité issu de l’article de Wikipédia en allemand intitulé « Am Großen Bruch » (voir la liste des auteurs).